# Прес (новине)
Прес су биле дневне таблоидне новине средње вредности које су излазиле у Београду између 2005. и 2012.
Покренуте од стране групе новинара који су напустили Курир, а издала их је компанија коју су основали под називом Press Publishing Group, Прес је брзо развио значајну читалачку публику, достигавши притом велику накладу. Временом је компанија тржишни успех дневника повезала са другим пројектима штампаних медија, попут другог дневника Бизнис, намењеног пословним људима, као и недељника за животни стил Лола и сјајног месечника FAME.
Годинама се, попут многих других српских медија, лист суочавао са нагађањима и оптужбама о својој власничкој структури. Гласине о стварним власницима Преса као најмоћнијим политички повезаним пословним тајкунима у Србији биле су раширене појединцима попут Мирослава Мишковића и Драгана Ђиласа који се често помињу у вези с тим.
Дневник је угашен у новембру 2012. године услед велике контроверзе која се одиграла у српским медијима када је тајкун Мирослав Мишковић најавио повлачење из власничке структуре листа, потврђујући тиме своју дуго нагађану повезаност са листом.

## Власништво
Власници штампе контролисали су лист преко ентитета названог Press Publishing Group d.o.o који је у Србији регистрован као друштво са ограниченом одговорношћу средином октобра 2006.
У почетку је био у сувласништву три странке: компаније Amber Press Limited са Кипра (50%), појединца Ђорђа Стефановића (40%) и компаније Mediavox d.o.o. из Београда (10%). Међутим, с обзиром да је Mediavox такође у власништву Стефановића, Press Publishing Group је у основи била заједничко предузеће између 50 и 50 Стефановића и кипарске Amber Press.
Компанија се брзо успоставила на српском медијском тржишту, примајући признања и објављујући добре пословне резултате. Према годишњем финансијском извештају Агенције привредне регистре Републике Србије, 2007. године компанија је имала 136 запослених и постављен годишњи профит од РСД 58,830,000 (око € 0,7 милиона у то време) за календарску 2007. годину
Затим је у мају 2009. власништво реструктурирано Стефановићевим уделом од 40% подељеним између 4 особе: Биљана Краљ (22%), Ђоко Кесић (6%), Драган Ј. Вучићевић (6%) и Светомир Марјановић (6%).
Током година честа су била нагађања о идентитету појединаца који стоје иза компанија наведених у власничкој структури Преса. С тим у вези су се често помињали српски тајкуни и привредници Мирослав Мишковић и Драган Ђилас. 12. новембра 2012. године та спекулација је потврђена када је политички утицајни српски тајкун Мирослав Мишковић објавио одлуку да прода свој удео у листу, признајући притом да је био највећи појединачни актер у листу. Реагујући на Мишковићеву најаву, потпредседник Владе Србије Александар Вучић тврдио је да велики бизнис у листу поседује и српски бизнисмен и градоначелник Београда Драган Ђилас и позвао га да то јавно призна.

## Историја
Средином децембра 2005. Прес је постао последња у растућој серији публикација у штампаним медијима у Србији које су настале због тога што је група новинара масовно напуштала своје претходно радно место и покренула нови лист. Тако је покренут недељник Време 1990. (напуштање Политике ), Наша борба 1994. (напуштање Борбе ) и Глас јавности 1998. (напуштање Блица).
У овом случају, већина запослених у штампи, укључујући главног уредника Ђоку Кесића и његовог заменика Драгана Ј. Вучићевића, радили су у Куриру од његовог оснивања у мају 2003. до почетка децембра 2005. године. Тада је дошло до спора око поделе прихода, што је резултирало тиме да је око 90% особља Курира напустило новине. Јавне оптужбе за корупцију и политичко лобање почеле су брзо да лете између власника Курира Радисава Родића на једној и монтажерског двојца Кесић-Вучићевић на другој. Средином децембра 2005. Вучићевић и новоименовани главни и одговорни уредник Курира Антоније Ковачевић чак су се јавно посвађали у импровизованом ТВ дуелу у БКТВ-овој емисији Клопка коју је водила Оливера Ковачевић, али осим пуно вике и позоришне реторике није утврђено много конкретних чињеница.
На челу са Кесићем и Вучићевићем, група која је напустила Курир најавила је свој план да покрене сопствени дневни таблоид под називом Дневни курир, међутим, власник Курира Родић одмах је поднео жалбу Трговинском суду, протестујући због кршења ауторских права. Суд се сложио с њим и одмах издао став којим је забранио објављивање под тим именом. Иако су осећали да је Курир постао то што јесте великим делом захваљујући њиховим сопственим напорима и вештинама, Кесић и Вучићевић су одлучили да даље не воде даље питање и, уместо тога, завршили су питање именовањем свог новог таблоида Прес.
Премијерно издање изашло је 15. децембра 2005.

### Пресvs. Бојан Кришто
Крајем новембра 2008, Прес је почео да објављује серију чланака о Бојану Кришто, извршном директору државне компаније ЈП Аеродром Београд која управља београдским аеродромом Никола Тесла. Питање је било у његовој пословној пракси која се слободно трошила када је требало да одобрава бонусе на зараде себи и члановима управног одбора компаније. Будући да је Кришто по природи положаја политички делегирао Г17 Плус, чланицу странке владајуће коалиције За европску Србију (ЗЕС), цела ствар је убрзо избила у политички скандал. Опозициони посланици захтевали су његову оставку, заједно са подношењем кривичних пријава, док се чак и председник Србије Борис Тадић огласио, назвавши ситуацију неприхватљивом. Велики део љутње јавности био је усмерен на шефа Криштове странке Млађана Динкића, који је био и министар економије и регионалног развоја, као и потпредседник владе. Неко време се чак чинило да је ово почетак раскола у српској владајућој коалицији, а неки су чак ишли толико далеко да сугерирају да би заједно са другим неслагањима између чланова владе, попут руског споразума о гасу, овај случај аеродрома могао само допринети паду владе.
Међутим, то се није десило, јер је Кришто поднео оставку 25. новембра 2008. под теретом притиска јавности док је Динкић 30. новембра 2008. ишао у емисију Б92 Утисак недеље и мање-више бранио свог партијског колегу. Динкић је целу епизоду у више наврата називао „ловом на вештице“, па чак и сугерисао да би део мотивације за Прес требало да крене након Криштоа можда у његовој очигледној одлуци да их натера да уплате заостали износ по спонзорском уговору који је омогућио да логотип Преса буде одштампан на полеђини укрцајних карата издатих на аеродрому. Већ следећег дана Прес је на то одговорио рекавши да ће Динкићу представити све детаље тог конкретног посла и затражити да се јавно извини због „клеветничке примедбе“.

### Крај
Дана 15. новембра 2012. године, након најаве Мирослава Мишковића да се повлачи из листа, лист је објавио да ће то издање бити последње у штампи. Истом приликом је такође речено да ће се издање за Републику Српску наставити као и веб страница. Према незваничним изворима, лист је у време свог затварања стекао дугове веће од 16 милиона евра.
Мишковићево имплицитно признање да поседује удео у Пресу када је три дана касније најавио повлачење из новина, као и пропаст публикације, изазвало је пуно реакција и контроверзи на српској медијској сцени, као и у широј јавности земље. Поново је отворило питање стварног власништва иза српских штампаних и електронских медија.

## Реакција на пропаст листа

### Љиљана Смајловић
Љиљана Смајловић, председница Српског новинарског удружења (УНС), рекла је: „УНС подржава захтеве запослених у штампи да дођу до дна свега што се тиче штампе - ко су били њихови стварни власници, колики је тираж листа и зашто нису ли добили прилику да саставе новине онако како су желели. УНС даље апелује на повериоце Преса да покажу разумевање ситуације у којој се налазе запослени у листу и да буду уздржани с обзиром на јавно изречено обећање Мирослава Мишковића да ће исплатити већину заосталих дугова листа. УНС даље критикује актуелну српску владу (предвођену Дачићем и Вучићем) због тога што није испунила једно од првих обећања по ступању на дужност - расправљајући о извештају Верице Бараћ који је јасно идентификовао мутну власничку структуру медија као највећу претњу слободи штампе У Србији. Ако једном заувек не утврди зашто се српско медијско тржиште претворило у Дивљи запад, где сви све обмањују када је реч о власничкој структури и тиражима, ова влада ће одговорност за ситуацију поделити са претходном. Било би добро када би други власник Преса - још увек тајни - коначно поседовао и преузео одговорност за финансије листа, помажући на тај начин новинарима да преобликују своје новине, надамо се овај пут без дугова тајкунима“.

### Драган Ј. Вучићевић
На конференцији за новинаре 15. новембра 2012. године, бивши главни уредник штампе, колумниста и један од оснивача листа Драган Ј. Вучићевић (у то време главни уредник Информера) одговорио је на неколико питања о пропадању листа. Том приликом је рекао: „Поткрај 2010. године Прес су отели и одузели мени и осталим оснивачима људи из врхова власти који су у то време управљали Србијом. У основи су нас уцењивали претњом отпуштањем 250 запослених који су у то време били запослени у новинама, као и претњом да осигурају да наши зајмови не буду поново програмирани. Од друге половине 2010. године па све до евентуалног одласка крајем децембра 2011. године, када ми нису дозволили да наставим да пишем своју колумну, нисам био умешан у пословање листа нити у његову уређивачку политику. Све што сам урадио за новине 2010. и 2011. године било је писање недељне колумне. Да, био сам наведен истовремено са председником управног одбора Press Publishing Group, али то је био само формални наслов одлуком неких људи који су у то време доносили одлуке - у стварности нисам имао никакве везе са управом одбора, који иначе није ни постојао, и нисам прави човек с којим бих разговарао о ономе што се догађало у том листу током последње три године постојања. Да, фиктивно сам наведен као председник управног одбора. Што се тиче Оливера Дулића и плаћања из његовог фонда за заштиту животне средине, за њих сам сазнао тек након што сам већ напустио Прес. Нисам имао ништа с њим. Ако докажете да сам га икад упознао, потписао било коју од његових уплата или чак разговарао с њим телефоном, радо ћу отићи у затвор. Никад нисам узео ни динар ни Дулићу ни било коме другом од власти Тадића. Патио сам само под тим властима. Током Тадићеве ере у Србији, само се неколико новинара усудило да пружи доследан и одлучан отпор његовој тиранској владавини и сматрам да је пружање отпора Тадићу и његовим пријатељима један од највећих врхунаца моје новинарске каријере. Посебно у условима када остали новинари ћуте и уновчавају њихов интегритет од Дулића и других ликова попут Цоле, Крле и Сане ".
То је било у потпуној супротности са оним што је Вучићевић имао да каже на исту тему две године раније, у децембру 2010. године. Упитан у то време о наводној тајној умешаности српских тајкуна у власничку структуру српских новина, Вучићевић, председник управног одбора издавачке групе Прес, одговорио је: „У Србији постоје сталне теорије завере о томе да различити тајкуни имају удела у разним новинама. То није баш тако и рећи ћу зашто није. Новинско пословање у Србији није довољно исплативо да би га тајкуни могли занимати. Они могу остварити много већи профит у другим подухватима, па зашто би онда улагали у новине. Знате ли колико је потребно да бисте започели зараду од улагања у новине? Између 5-7 година. Зашто би неко уложио милион евра у новине, а затим чекао 7 година да врати тај новац“. Упитан експлицитно истом приликом ко је власник Преса, Вучићевић је одговорио: „ Прес је у власништву Ђоке Кесића, Свете Марјановића, Биљане Краљ и мене“. Притиснут даље да би рекао ко политички стоји иза Преса, Вучићевић је одлучно поновио: „Нико“.

### Чедомир Јовановић
Говорећи у политичкој емисији Утисак недеље, лидер опозиционе Либерално демократске партије (ЛДП) Чедомир Јовановић рекао је да му јавно откривање о томе да су Мишковић и Ђилас власници Преса није новост, пре него што је наставио: „Штампа је била цена Мишковић је морао да плати властима са ДС- ом. То је био владин рекет “.